# خالد جبر
خالد جبر هو فنان تشكيلي وإعلامي عراقي ولد في سنة 1954 في الحبانية في محافظة الأنبار في العراق. وهو خريج معهد الفنون الجميلة في بغداد، وعمل كمدرس في نفس المعهد لمدة 10 سنوات في الدراسة المسائية. وقد اشتهر لتقديمه برنامج المرسم الصغير في قناة تلفزيون العراق.

## أعماله
دبلوم رسم
- عضو نقابة الفنانين العراقيين.
- عضو جمعية التشكيليين العراقيين.
- عضو نقابة الصحفيين العراقيين.
- عضو جمعية الخطاطين العراقيين.
- شارك في عدة معارض داخل وخارج العراق
- له عدة أعمال في هولندا وإنجلترا والولايات المتحدة
- يعد ويقدم برنامج تلفزيوني لتعليم الرسم في تلفزيون العراق - القناة الأولى منذ 15 حزيران 1985 بأسم (المرسم الصغير).

## أقرأ ايضاً
- المرسم الصغير